# 巴庫汗國
巴庫汗國，是一個伊朗薩非王朝時代阿塞拜疆境內的半自治汗國，由1720年代生存至1806年，內政自治但以伊朗國王為宗主。
汗國建立人達爾噶·古里汗是阿夫沙爾部土庫曼人，他的祖先是基茲爾巴什，1592年時已生活在巴庫。汗國在他的兒子米兒扎·穆罕默德汗時正式獨立。
汗國在俄羅斯-波斯戰爭後，因波斯戰敗歟訂古里斯坦條約被併入俄罗斯帝国。